# Puyol-Cazalet
 Puyol-Cazalet  es una población y comuna francesa, situada en la región de Aquitania, departamento de Landas, en el distrito de Mont-de-Marsan y cantón de Geaune.

## Demografía
| 131 | 113 | 105 | 106 | 105 | 96 |
| Para los censos de 1962 a 1999 la población legal corresponde a la población sin duplicidades (Fuente: INSEE [Consultar]) |     |     |     |     |    |